# البیات
البیات (به ایتالیایی: Albiate) یک سکونتگاه مسکونی در ایتالیا است که در استان مونتزا و بریانتزا واقع شده‌است.

## خصوصیات
البیات ۲٫۹ کیلومترمربع مساحت و ۵٬۸۷۷ نفر جمعیت دارد و ۲۳۳ متر بالاتر از سطح دریا واقع شده‌است.